# Altwarmbüchen
Altwarmbüchen – miejscowość w Niemczech, w kraju związkowym Dolna Saksonia, w związku komunalnym Region Hanower, w gminie Isernhagen. W 2018 roku liczyła 9426 mieszkańców.